# Morten Frost
Morten Frost Hansen (Nykøbing Sjælland, 4 de abril de 1958) es un deportista danés que compitió en bádminton, en las modalidades individual y dobles.
Ganó dos medallas de plata en el Campeonato Mundial de Bádminton, en los años 1985 y 1987, y cinco medallas en el Campeonato Europeo de Bádminton entre los años 1980 y 1988. Además, consiguió una medalla de plata en los Juegos Mundiales de 1981.

## Palmarés internacional
| Campeonato Mundial | Campeonato Mundial      | Campeonato Mundial | Campeonato Mundial |
| Año                | Lugar                   | Medalla            | Prueba             |
| ------------------ | ----------------------- | ------------------ | ------------------ |
| 1985               | Calgary (Canadá)        | Medalla de plata   | Individual         |
| 1987               | Pekín (China)           | Medalla de plata   | Individual         |
| Campeonato Europeo |                         |                    |                    |
| Año                | Lugar                   | Medalla            | Prueba             |
| 1980               | Groninga (Países Bajos) | Medalla de plata   | Individual         |
| 1984               | Preston (Reino Unido)   | Medalla de oro     | Individual         |
| 1984               | Preston (Reino Unido)   | Medalla de plata   | Dobles             |
| 1986               | Uppsala (Suecia)        | Medalla de oro     | Individual         |
| 1988               | Kristiansand (Noruega)  | Medalla de plata   | Individual         |